# Тай Пичит
Тай Пичит (полное имя Чучат Трираттанапрадит или, по другим данным, Чучарт Триританапрадит) (род. 10 января 1963 года) — тайский снукерист, тренер WPBSA по снукеру и национальный тренер Таиланда.
До карьеры снукериста был буддистским монахом.

## Карьера
Главное достижение Пичита в любительском снукере — победа на чемпионате мира в 1993 году. Кроме того, в 1992 и 1993 годах он становился финалистом чемпионата Азии, в 1991 — победителем турнира, а в 2002-м — победителем Кубка Таиланда. В профессиональной карьере он не достиг значительных результатов, хотя в 1995 году вышел в 1/16 чемпионата мира, а в 1996-м — чемпионата Великобритании. В 1994 году, на турнире Thailand Open Пичит, получивший уайлд-кард, обыграл Стивена Хендри и вышел в 1/8 финала.
Свой высший брейк (140 очков) Тай сделал в 1 раунде квалификации Irish Open 1998.
Тай Пичит тренирует другого тайского игрока, Ноппона Саенгхама, который в сезоне 2010/11 играет в мэйн-туре. Ранее о своём желании работать с Пичитом заявлял и Джеймс Уоттана.
В 2010 году Тай Пичит стал финалистом чемпионата мира среди ветеранов по версии IBSF.